# Осовец (Кричевский район)
Осовец (бел. Асавец) — деревня в Кричевском районе Могилёвской области Белоруссии. Входит в состав Ботвиновского сельсовета.

## География
Деревня находится в северо-восточной части Могилёвской области, в пределах Оршанско-Могилёвской равнины, на правом берегу реки Мертвицы, на расстоянии примерно 17 километров (по прямой) к северо-западу от Кричева, административного центра района. Абсолютная высота — 175 метров над уровнем моря.

## История
В конце XVIII века деревня входила в состав Мстиславского воеводства Великого княжества Литовского.
Согласно «Списку населенных мест Могилёвской губернии» 1910 года издания населённый пункт входил в состав Осовецкого сельского общества Белицкой волости Чериковского уезда Могилёвской губернии. В деревне имелось 49 дворов и проживало 198 человек (100 мужчин и 98 женщин).

## Население
По данным переписи 2009 года, в деревне проживало 212 человек.